# 빌룬
빌룬(덴마크어: Billund, IPA: [biluːˀ])은 덴마크 윌란반도에 위치한 마을이다. 레고 그룹의 본사가 있는 기업도시이다. 레고랜드 빌룬과 덴마크에서 두 번째로 큰 공항인 빌룬 공항이 위치해있다. 공항은 1964년 레고에 의해 만들어졌으나 현재는 독자적으로 운영되고 있다.